# Without Looking Back
Without Looking Back – dziewiąty album studyjny polskiej grupy heavymetalowej Kat. Wydawnictwo ukazało się 14 czerwca 2019 roku nakładem wytwórni muzycznej Pure Steel Records.

## Twórcy albumu
- Jakub „Qbek” Weigel - śpiew
- Piotr Luczyk - gitara
- Adam „Harris” Jasiński - gitara basowa
- Mariusz Prętkiewicz - perkusja
- Markus Lorenz - Layout
- Klaudia Urbańska - zdjęcia
- Tomasz Zalewski - produkcja, miksowanie
- Marek Dulewicz - nagrania
- Jarosław Toifl - nagrania, mastering
- Piotr Steczek - skrzypce (utwór nr 10)
- Paweł Steczek - keyboard (utwór nr 10)
- Aleksandra Steczek - wiolonczela (utwór nr 10)
- Paweł Serafiński - organy (utwory nr 9 oraz 6)
- Mateusz Luczyk - bas (utwór nr 8)

## Lista utworów
| Nr  | Tytuł utworu              | Słowa                              | Muzyka                               | Długość |
| --- | ------------------------- | ---------------------------------- | ------------------------------------ | ------- |
| 1.  | „Black Night In My Chair” | Robert Millord                     | Marek Jakub Weigel, Piotr Luczyk     | 4:40    |
| 2.  | „Poker”                   | Robert Millord                     | Piotr Luczyk                         | 6:03    |
| 3.  | „Medieval Fire”           | Robert Millord                     | Piotr Luczyk                         | 5:32    |
| 4.  | „The Race For Life”       | Robert Millord                     | Piotr Luczyk                         | 4:32    |
| 5.  | „Flying Fire”             | Marek Jakub Weigel, Robert Millord | Piotr Luczyk                         | 6:05    |
| 6.  | „Wild”                    | Robert Millord                     | Piotr Luczyk                         | 8:41    |
| 7.  | „Walls Of Whispers”       | Robert Millord                     | Piotr Luczyk                         | 6:05    |
| 8.  | „Let There Be Fire”       | Robert Millord                     | Piotr Luczyk                         | 5:05    |
| 9.  | „More”                    | Robert Millord                     | Adam "Harris" Jasiński, Piotr Luczyk | 8:15    |
| 10. | „The Promised Land”       | Robert Millord                     | Piotr Luczyk                         | 5:57    |
|     |                           |                                    |                                      | 1:00:55 |

## Listy sprzedaży
| Lista | Kraj   | Pozycja |
| ----- | ------ | ------- |
| OLiS  | Polska | 44      |